# Alörarna (vid Österby, Lovisa)
Alörarna är öar i Finland. De ligger i Finska viken och i kommunen Lovisa i landskapet Nyland, i den södra delen av landet. Öarna ligger omkring 87 kilometer öster om Helsingfors.
Arean för den av öarna koordinaterna pekar på är 0,3 hektar och dess största längd är 80 meter i öst-västlig riktning. Närmaste större samhälle är Lovisa, 15,2 km nordväst om Alörarna.